# Lån
Med lån menas rätten att under en viss tid använda någonting som tillhör någon annan eller den överenskommelse som ger upphov till denna rätt.
Om ersättning utgår och lånet inte avser pengar, brukar det ofta kallas något annat, exempelvis hyra, saklega eller arrende.
Den juridiska termen för lån av pengar och andra fungibla ting är försträckning. Ordet lån betyder enligt samma terminologi inte lån av summa pengar utan lån av föremål där den som lånar ut föremålet förväntar sig att få exakt samma föremål tillbaka efter lånet. Vid lån av pengar (försträckning) är man inte intresserad av att få tillbaka just de utlånade sedlarna och mynten utan den summa pengar man lånat ut.

## Penninglån (kredit)
Ofta är det underförstått att ett lån avser penninglån. 
Med ett lån menas då det avtal som innebär att en part, gäldenären, tar emot en summa pengar från borgenären och förbinder sig att återbetala samma summa. 
Gäldenären hamnar i skuld till borgenären, som får en fordran.
De ingående parterna i låneavtalet kan vara privatpersoner, företag, banker och kreditinstitut, stater, kommuner, föreningar eller andra institutioner. I svensk lag används konsekvent termen kredit istället för penninglån.
Om ersättning ska betalas för lånet kallas den för ränta. 
Ibland kan det även förekomma andra ersättningar för lån, till exempel uppläggningsavgift.
Privatpersoner och företag tar ofta lån av banker eller kreditinstitut.
Som regel sker betalningen av sådana lån successivt under lånets löptid.
Dessa avbetalningar kallas amorteringar.
Beroende på låneform kan amorteringarna ske på olika sätt.
De vanligaste formerna är rak amortering och annuitetslån.
Lånet, framför allt kortare lån, kan även vara amorteringsfritt. Då betalas hela summan när lånetiden löper ut.
Banker och andra kreditinstitut är enligt Konsumentkreditlagen skyldiga att undersöka den sökandes återbetalningsförmåga innan lånet beviljas. Ofta ingår en kreditupplysning i undersökningen. Det går numera att göra en så kallad sammanslagen kreditupplysning där flera banker kan samlas under en och samma fråga hos UC för att på så sätt kunna offerera ett låneförslag utan påverkan av andra bankers inverkan. En sökande med låg kreditvärdighet kan nekas lån, krävas på en kompletterande säkerhet och/eller få betala en högre ränta. Alla aktörer gör egna riskanalyser som styr vilka som anses vara mer riskabla att låna ut till eller för den delen mindre riskabla.  
Ibland ställer gäldenären någon slags säkerhet, sätter något i pant, för att garantera återbetalningen. Det sker till exempel vid bostadslån men kan även ske vid andra lån. Företag som lämnar mindre lån mot en handpant kallas pantbank. Föremål som på ett eller annat sätt fungerar som säkerhet för återbetalning av lån sägs vara belånade.
En annan typ av säkerhet är borgen. Att gå i borgen för eller borga för ett lån innebär att borgensmannen (ej att förväxla med borgenär) går in i gäldenärens ställe, om denne inte kan betala. Borgensmannen får då exakt samma skyldigheter som gäldenären.
Skriftliga låneavtal kallas skuldebrev om lånet avser pengar. 
Ett skuldebrev behöver dock inte vara ett avtal i juridisk mening. Det kan lika gärna vara en ensidig utfästelse ställd till innehavaren.
Staten och större företag använder sig av detta för att låna upp pengar, genom att sälja (emitera) någon form av standardiserat skuldebrev.
Det kan exempelvis vara obligationer eller statsskuldväxlar.
Handel med sådana lån sker på kreditmarknaden.

### Billån
Billån är ett lån för att köpa bil. I allmänhet är dessa lån konstruerade som annuitetslån till skillnad från vanliga banklån som oftast bygger på rak amortering. Fördelen med annuitetslån är att betalningen varje månad är densamma så länge räntan är oförändrad. Om bilen säljs av en återförsäljare av bilar, tas ofta bilen som säkerhet för lånet vilket registreras i bilregistret genom pantförskrivning, kallad kreditspärr. Oftast avtalas om ägarförbehåll, vilket medför att äganderätten kvarblir hos säljaren. 
Om bilen inte tas som säkerhet kallas lånet för blancolån. Då en bil säljs av en privatperson sker finansieringen oftast genom blancolån. Eftersom ingen specifik säkerhet finns, blir räntan högre på dessa lån.

## Samlingslån
Samlingslån är ett lån som löser tidigare lån och krediter. Samlingslån kallas även för omstartslån eller skuldfinansieringslån och erbjuds av flertalet svenska banker och kreditinstitut.
Tanken med ett samlingslån är att låntagaren ska kunna samla alla sina lån och krediter i ett större lån - och på så sätt få en bättre överblick över sin ekonomiska situation. Några av anledningarna varför detta görs är för exempelvis för att konsolidera andra skulder med hög ränta, göra en större avbetalning istället för att nyttja flera småkrediter eller exempelvis för att öka sina kreditvärdighet för framtida lån där man kan få ner sin räntekostnad ytterligare. Viktigt att tänka på är att det alltid görs en kreditprövning och att det kan vara svårt att få ett samlingslån beviljat med låg inkomst och/eller betalningsanmärkningar.
Samlingslån förekommer frekvent i TV3:s och Viafrees program Lyxfällan som ett verktyg coacherna använder sig av för att få deltagarnas budgetar att gå ihop.

### Lagtexter
- Handelsbalken (1736:0123 2).
- Konsumentkreditlag (2010:1846).
- Lag (1936:81) om skuldebrev.
- Skuldsaneringslag (2006:548).
- Räntelag (1975:635).